# Constant Motion
《Constant Motion》은 드림시어터의 9번째 정규 앨범 《Systematic Chaos》의 세 번째 곡이자 첫 번째 싱글이다. 뮤직비디오도 같이 제작되었다. "Hollow Years" 이후 첫 뮤직비디오로, 그때까지 밴드는 관심 부족과 더불어 음악채널 등에 잘 노출되지 않는다는 이유로 뮤직비디오를 만들지 않았었다. 'Constant Motion'의 뮤직비디오는 MTV의 Headbanger's Ballroom 코너에 상당히 많이 나왔고, 논쟁의 여지가 있지만 1992년의 "Pull Me Under" 이후로 가장 성공한 뮤직비디오라는 평가를 받기도 한다. 'Chaos in Progress: The Making of Systematic Chaos'에 따르면, 이 곡의 워킹 타이틀은 "Song #2" 혹은 "Korma Chameleon"이었다. 이전 트랙 "Forsaken"과 마찬가지로, "Constant Motion"에서도 다양하고 복잡한 변박을 찾아볼 수 있다. 예를 들어, 도입부의 기타리프는 10/8, 12/8, 15/8, 20/8 박자 등으로 다양하게 변한다. 곡의 나머지 부분은 거의 4/4 박자를 유지한다. 
2008년 8월 12일에는 비디오 게임 락 밴드에서 사용할 수 있는 형태의 곡을 공개, 다운로드 할 수 있게 하였다. 존 페트루치의 솔로 덕분에 이 곡은 게임에서 가장 어려운 곡으로 꼽힌다.

## 곡 목록
전체 작사: 마이크 포트노이. 전체 작곡: 드림 시어터
| #  | 제목                                | 재생 시간 |
| -- | ----------------------------------- | --------- |
| 1. | 〈Constant Motion〉 (Radio Edit)    | 5:03      |
| 2. | 〈Constant Motion〉 (Album Version) | 6:55      |

## 온라인 공개
2007년 4월 27일, 드림 시어터와 로드러너 레코드는 "Constant Motion"을 레코드 홈페이지에서 무료로 다운받을 수 있게 했다. 뮤직비디오는 7월 13일 첫 공개되었다. 

## 가사 주제
'Chaos in Progress'에서 마이크 포트노이는 가사 아이디어를 자신이 겪고있는 강박장애에서 따 왔다고 말했다.